# Kaşıkada (Istanbul)
Kaşıkada o Isola di Kaşık (in turco Kaşık Adası letteralmente "Isola a forma di cucchiaio", in greco Πίτα?, Pita) è una delle nove isole che compongono le Isole dei Principi nel Mar di Marmara, vicino a Istanbul. Si trova tra le isole di Burgazada e Heybeliada. Kaşık Adası è ufficialmente amministrata dal quartiere (Mahalle) di Burgazada, nel distretto di Adalar, a Istanbul, in Turchia.